# Neozavrelia oligomera
Neozavrelia oligomera är en tvåvingeart som beskrevs av Wang och Zheng 1990. Neozavrelia oligomera ingår i släktet Neozavrelia och familjen fjädermyggor. Inga underarter finns listade i Catalogue of Life.